# Бронув (Свідницький повіт)
Бронув (пол. Bronów, нім. Börnchen) — село в Польщі, у гміні Добромеж Свідницького повіту Нижньосілезького воєводства.
Населення — 97 осіб (2011).
У 1975-1998 роках село належало до Валбжиського воєводства.

## Демографія
Демографічна структура станом на 31 березня 2011 року:
|          | Загалом | Допрацездатний вік | Працездатний вік | Постпрацездатний вік |
| -------- | ------- | ------------------ | ---------------- | -------------------- |
| Чоловіки | 53      | 9                  | 42               | 2                    |
| Жінки    | 44      | 4                  | 35               | 5                    |
| Разом    | 97      | 13                 | 77               | 7                    |

## Галерея

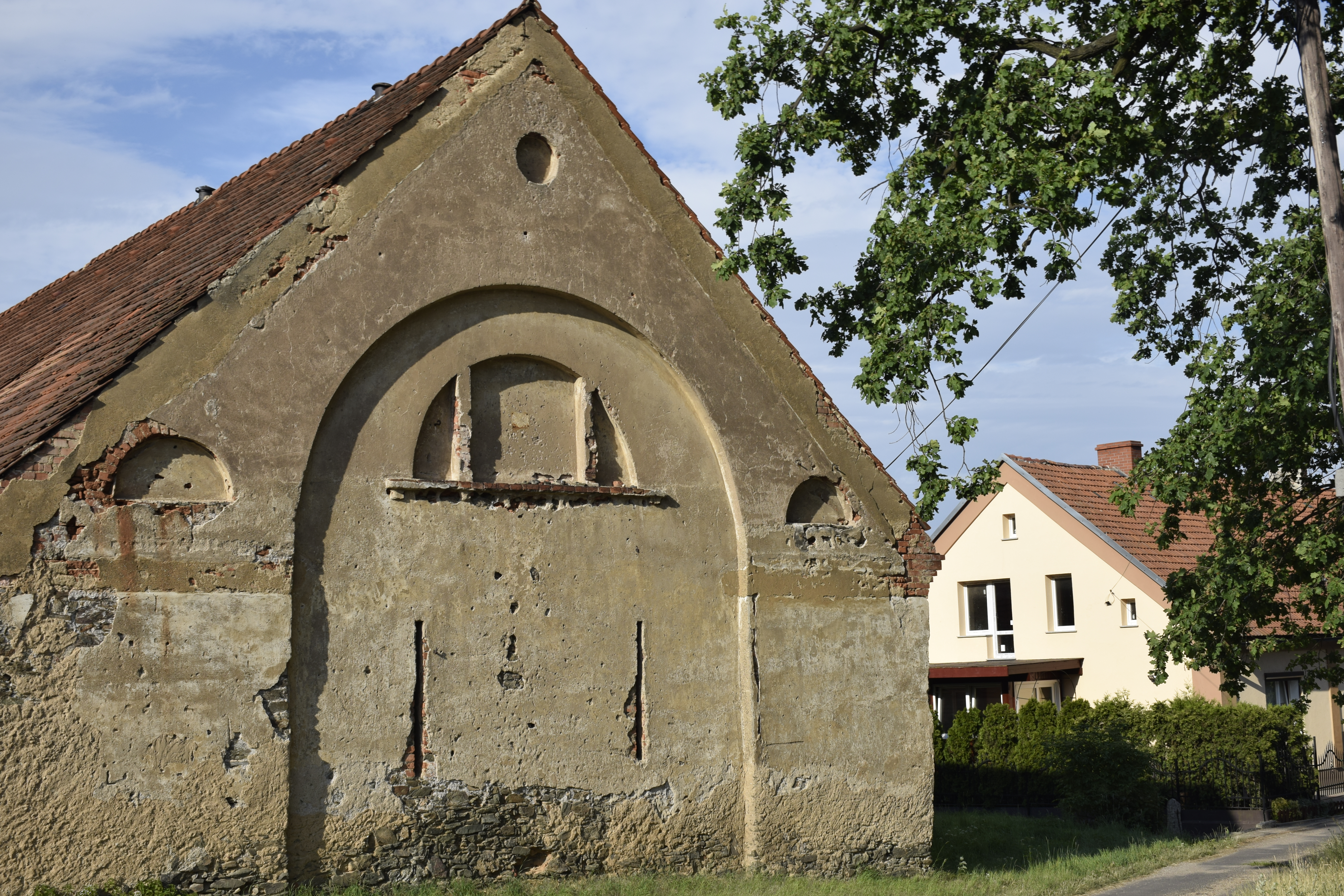
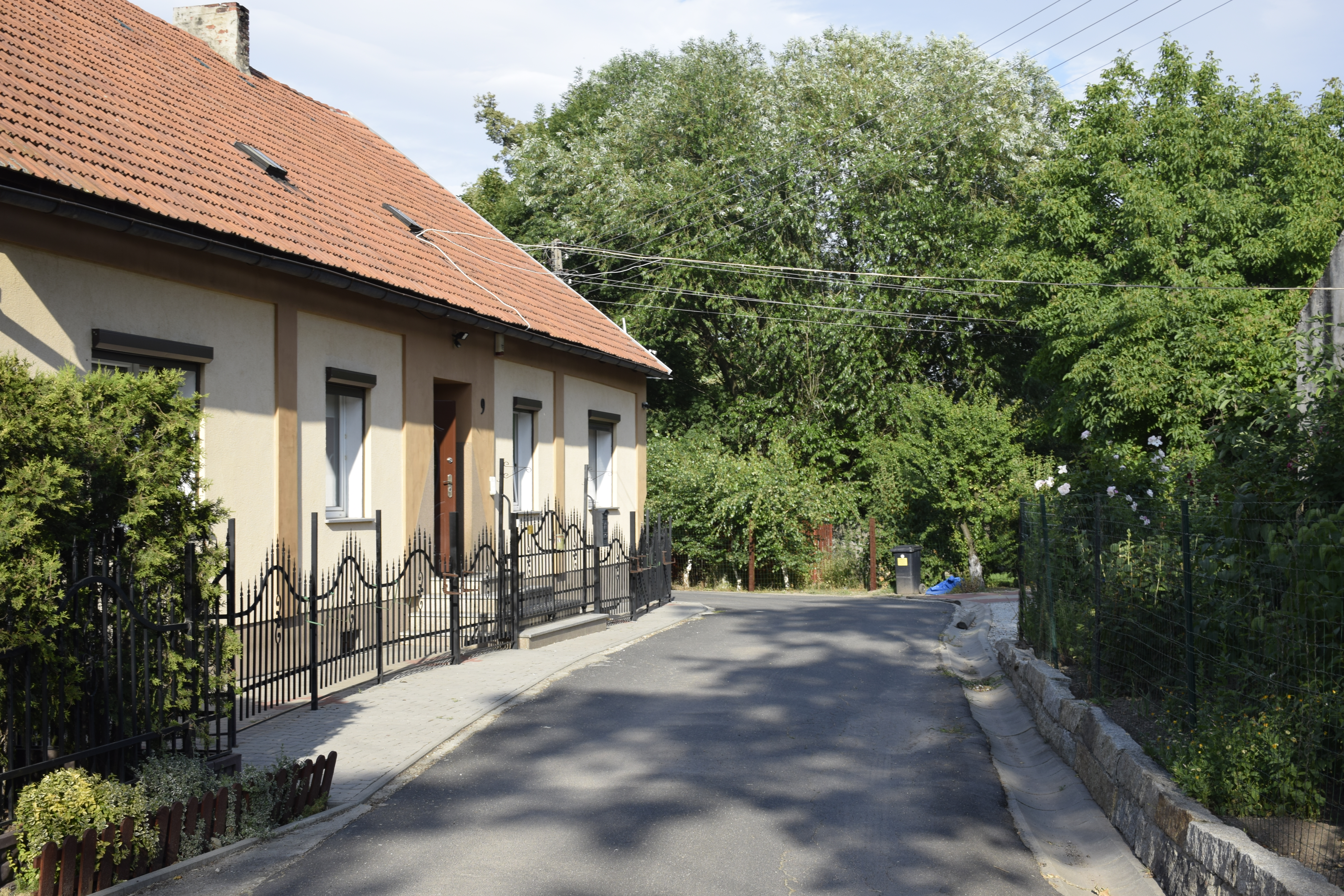
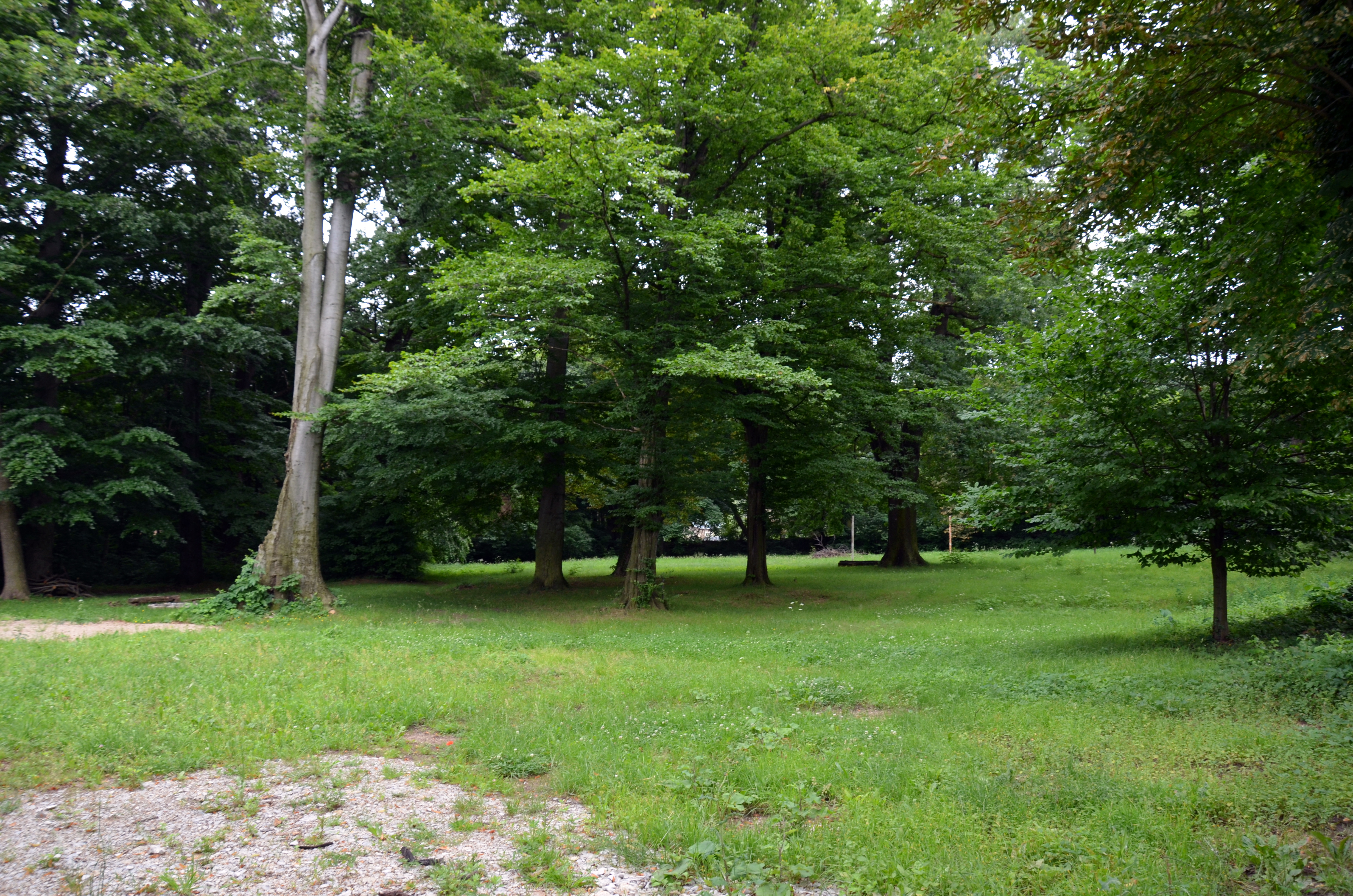
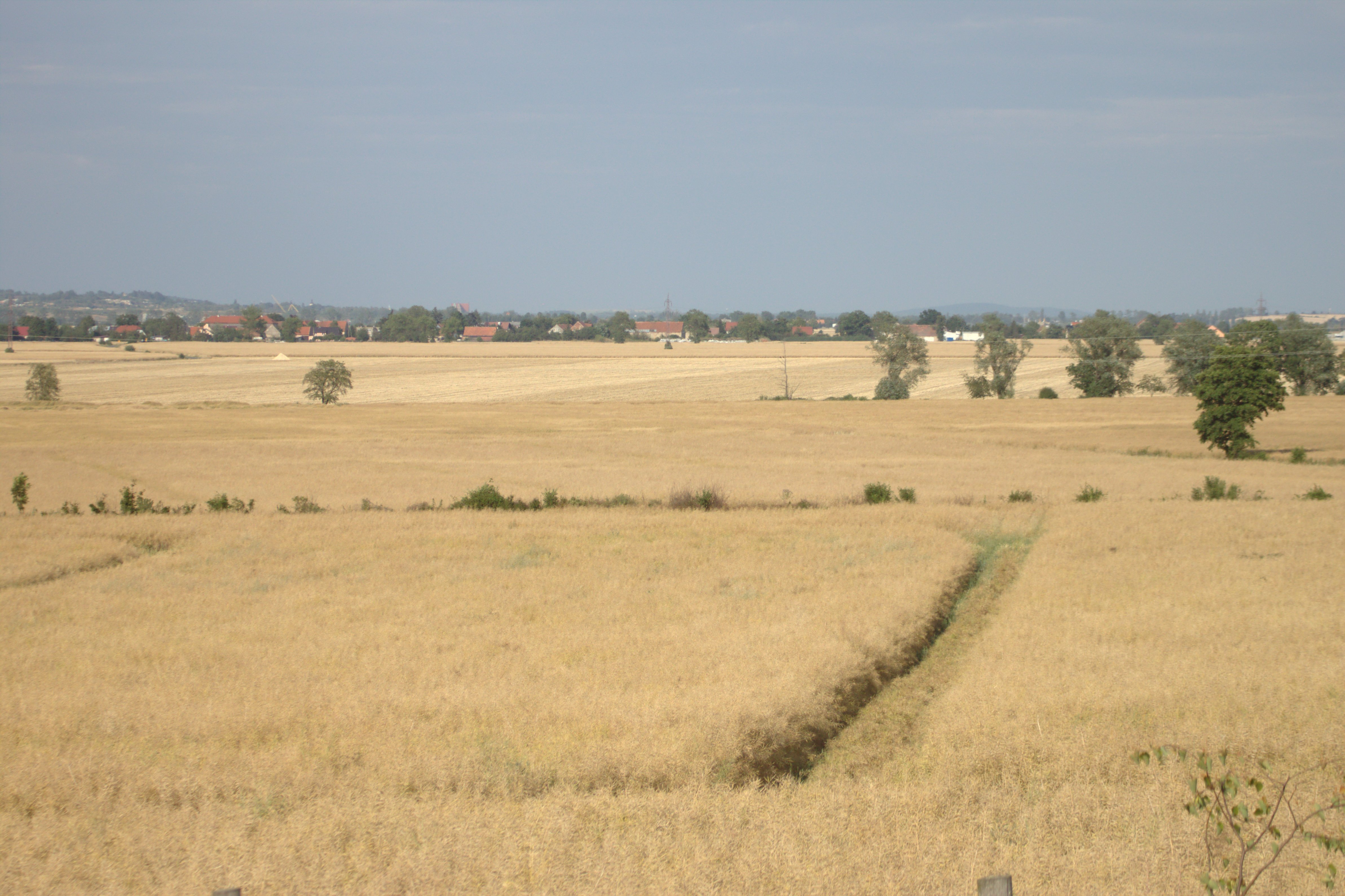